# 比托拉格尔
比托拉格尔（Pithoragarh），是印度北阿坎德邦比托拉格尔县的一个城镇。总人口41157（2001年）。

## 人口
该地2001年总人口41157人，其中男性22054人，女性19103人；0—6岁人口4781人，其中男2735人，女2046人；识字率81.23%，其中男性为84.46%，女性为77.50%。